# 金华南站
金华南站，位于中国浙江省金华市金东区东孝街道麻车塘村，距金华市区6到7公里。1996年6月在原金温铁路金缙段（金华南到缙云）开通时正式投入使用，2008年起停止办理客运业务只承担货运。2013年7月开始改建工程，改建后的金华南站于2015年12月26日在金丽温高铁开通后启用，建筑面积扩大至5887平米，站台雨棚结构覆盖面积10937平米，主体一层、局部两层；普速铁路、高速铁路和货运铁路在此交汇，股道有10条以上。

## 概要

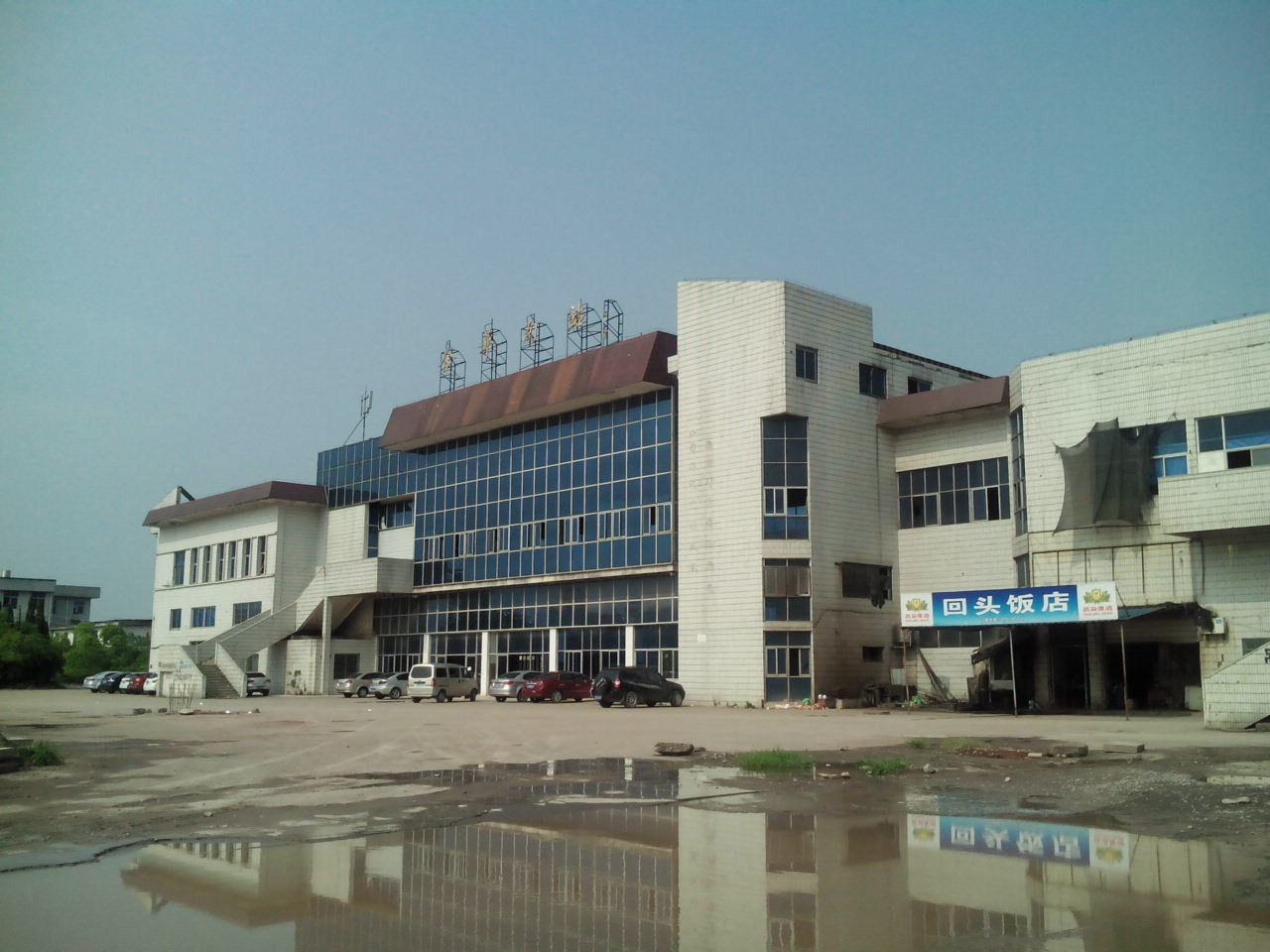
金华南站老站房

金华南站于1993年开建，1995年建成，1996年6月11日随原金温铁路金缙段（金华南到缙云）开通时投入使用，设有到发线4条、编组线4条、牵出线1条、货物线3条、机务折返段1处、旅客站台3个:279。其中站房面积3300平方米，候车室面积600平方米，设500个座位，每日可发送数千名旅客。货场建有8个货位的高站台，445平方米的仓库2个。但由于车站距离金华市区过远，导致旅客出行不便，铁路部门因此将金温铁路列车全部同时接入金华西站停靠。此举导致金华南站的客运功能渐渐丧失，客流越来越少，于2013年7月1日停办对外客运业务。
为新金温铁路开通做准备，金华南站开始了改造工程。2015年5月，金华南站老站房开始拆除，同时车站于2015年10月由浙江金温铁道开发有限公司移交至上海铁路局金华车务段管理。金华南站新站房于2015年12月26日随金丽温高铁开通而启用，但此时1、2站台，新货场和站前广场并未投入使用，每日仅有两对高速列车停靠。2016年1月10日金丽温高铁全图运行后，每日停靠9.5对列车，均为动车组列车。
2017年3月1日开始，因金华站普速场改造，所有普速列车不停靠金华站。凌晨0点18分，温州开往成都东的K1257次列车缓缓进入5站台，标志着金华南站开始办理普速列车的客运任务。在金华站普速场改造期间，金华南站作为分流车站之一，停靠12对经由金温铁路的部分普速列车。
2022年开工的沪昆铁路金华外绕线工程计划在即有5站台东侧拆除2条到发线后，新建客运站台一座，并新建金华南客机折返段以及往外绕线杨梅塘站、金华雅畈站方向的联络线。

## 车站结构

### 站房
金华南站站房面积5887平方米，其中站房中心主体一层、两侧侧翼两层。车站外立面以中国传统的吉祥图案纹样为创意，东阳木雕展现金华传统文化。售票厅位于站房南侧，设有4个售票窗口，4个自动售票机和3个自动取票机，提供售票、改签、退票等票务服务；候车室位于站房中央，最高聚集人数是400人。站房北侧为出站区域。金华南站客流组织为“下进下出”式：站房与1站台处同一平面，与2-5站台通过两条地道连接。
- 售票处
- 候车室
- 检票口
- 位于站台北侧的出站地道

### 站场
金华南站设有16条股道，包括5条旅客到发线（3-8道）、5条货车到发线（9、11、13、15、17道）、5条货物线（21、23、25、H4、H5道）及4条正线（Ⅰ、Ⅱ、Ⅲ、Ⅳ道，其中Ⅳ道兼办理客运作业）。车站设有5个客运站台，在开通初期仅启用3、4、5站台，1、2站台并未在2015年12月开通时启用，车站在预留的2站台旁设立了防护栅栏。2016年11月，为2017年3月起金华站普速场停办客运业务、部分列车分流至金华南站做准备，金华南站1、2站台股道开始施工。1、2号站台于2017年3月投入使用。
车站上行金端咽喉接入金温公司金华南机务折返段，货场H3道接入金温公司水泥厂。车站站场及周边线路同时受上海局沪昆高铁台、沪昆三台、金温台调度控制，且车站金温正线、货场往东孝方向线路在金端咽喉与折返段出库线和金温客专正线交叉，导致许多普速列车及货物列车进出车站效率低下，容易造成积压和晚点的情况。
| 西↑  |      |                                                          |  |
|      | 侧式 |                                                          |  |
| 8道  | 1    | 到发线                                                   |  |
| 6道  | 2    | 到发线                                                   |  |
|      | 岛式 |                                                          |  |
| Ⅳ道  | 3    | 到发线 // 新金温铁路 上行正线（东孝站）                  |  |
| Ⅱ道  | 无   | （武义北站）新金温铁路 上行正线（塘雅线路所）            |  |
| Ⅰ道  | 无   | （武义北站）新金温铁路 下行正线（塘雅线路所）            |  |
| Ⅲ道  | 无   | （武义站）金温货线 正线 // 新金温铁路 下行正线（东孝站） |  |
| 5道  | 4    | 到发线                                                   |  |
|      | 岛式 |                                                          |  |
| 7道  | 5    | 到发线                                                   |  |
| 9道  | 无   | 货车到发线                                               |  |
| 11道 | 无   | 货车到发线                                               |  |
| 13道 | 无   | 货车到发线                                               |  |
| 15道 | 无   | 货车到发线                                               |  |
| 17道 | 无   | 货车到发线                                               |  |
| 19道 | 无   | 货车到发线                                               |  |
| 21道 |      | 货场到发线                                               |  |
| 23道 |      | 货场到发线                                               |  |
| 25道 |      | 货场到发线                                               |  |
| H4道 |      | 货场到发线                                               |  |
| H5道 |      | 货场到发线                                               |  |
| 东↓  |      |                                                          |  |

### 货场
金华南站在站场东部设有货场，以作为金华西站货场搬迁工程的一部分。一期建设用地455亩，二期建设用地350亩，其他配套用地2815亩。货场设有21、23、25、H4、H5共5条货物线，包括2条怕湿货物线2条、1条集装箱货物线、1条笨重兼集装箱货物线和1条杂货类货物线；货场还设有总面积为18262平方米的仓库，5857平方米的雨棚，11237平方米的站台一座，还有36566平方米的集装箱堆场和43895平方米的笨重货物及杂货堆场。货场于2015年7月开工，2016年11月19日正式投入使用。

### 站前广场

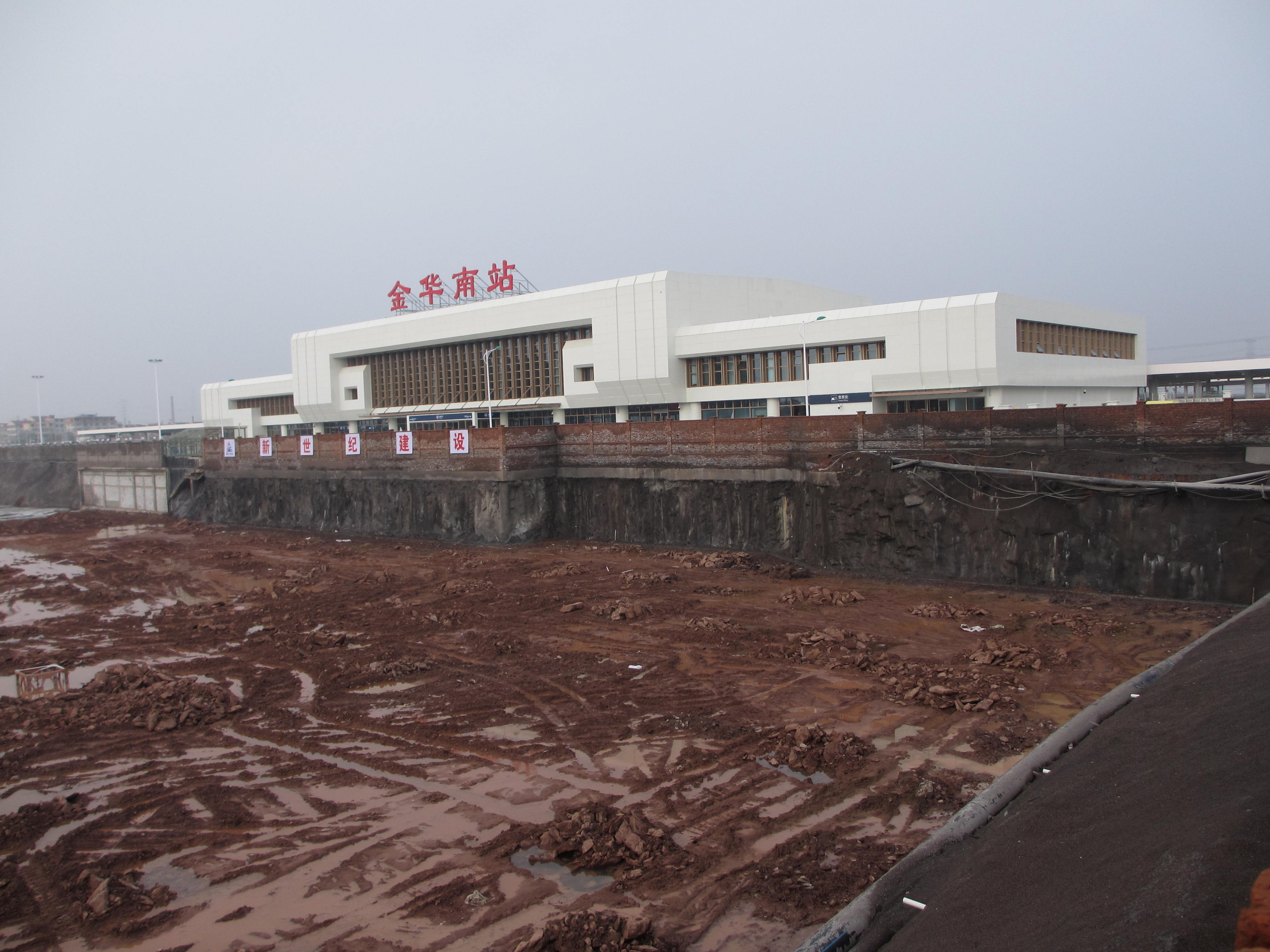
施工中的站前广场（2016年2月）

金华南站设有面积达24000平方米的站前广场，其功能包括人防、地下停车场、出租车候车区等。同时由于周边的住宅区缺乏相应的配套公园，因此金华南站的站前广场兼具旅客集散和居民休闲的功能。
站前广场共有两层，地面层是人流集散和景观区，设有景观长廊，并种植有榉树、桂花以及紫薇等多种景观作物，绿化率达到22.3%。站前广场的地下一层设有出站口和地下停车场，占地18000平方米。停车场共设355个停车位，停车位紧张时可启用预留的立体停车位，可使总停车位数量达至600个。
由于工期进展缓慢，站前广场土方开挖工作直至2015年11月，也就是金华南站启用前一个月才开始。因此金华南站在12月26日开业时站前广场远未完工，不得不使用紧靠站房侧的临时通道进出站，同时机动车无法驶入站前广场接送乘客。2016年10月1日，站前广场地上道路部分投入使用。而主体工程的施工则于2016年11月底完成，并于2017年1月13日全面投入使用。

## 营运状态

### 客运业务
金华南站目前接发金温新双线的列车，金温货线的部分列车亦在本站进行技术停车。而在金华南站办理客运业务的列车大部分为金温铁路与沪昆客运专线直通运行的列车，其中经过金华、沿沪昆高铁西进的所有列车在本站和金华站均办理客运业务。2017年2月28日开始，受到金华站站改停办普速列车客运业务的影响，金华南站开始办理部分经由金温铁路的普速旅客列车的客运业务。
目前在金华南站停靠的旅客列车终到站分布如下，普速列车以斜体表示：
| 列车所属路局             | 目的地 |
| ------------------------ | --- |
| 上海局集团               | 苍南、南昌西、上海虹橋、南京南、温州南、杭州东、合肥南、安庆、北京南、长沙南、贵阳北、武汉、丽水、阜阳西、亳州、温州 始发：西安北、上海虹桥、南京南 |
| 浙江金温铁道开发有限公司 | 温州、成都东、广州、太原、青岛北 |
| 呼和浩特局集团           | 包頭、温州 |
| 成都局集团               | 贵阳北、温州南 |
| 广州局集团               | 长沙南、温州南、广州、温州 |
| 哈尔滨局集团             | 牡丹江、温州 始发：上海虹橋 |
| 南昌局集团               | 南昌西、温州南、福州南、南京南、九江、温州 |
| 沈阳局集团               | 沈阳北、苍南、沈阳北、温州 |
| 武汉局集团               | 温州 |
| 西安局集团               | 温州南、温州、西安 |
| 蘭州局集团               | 温州、蘭州 |
| 郑州局集团               | 郑州东、温州南、郑州、温州 |

#### 始发列车

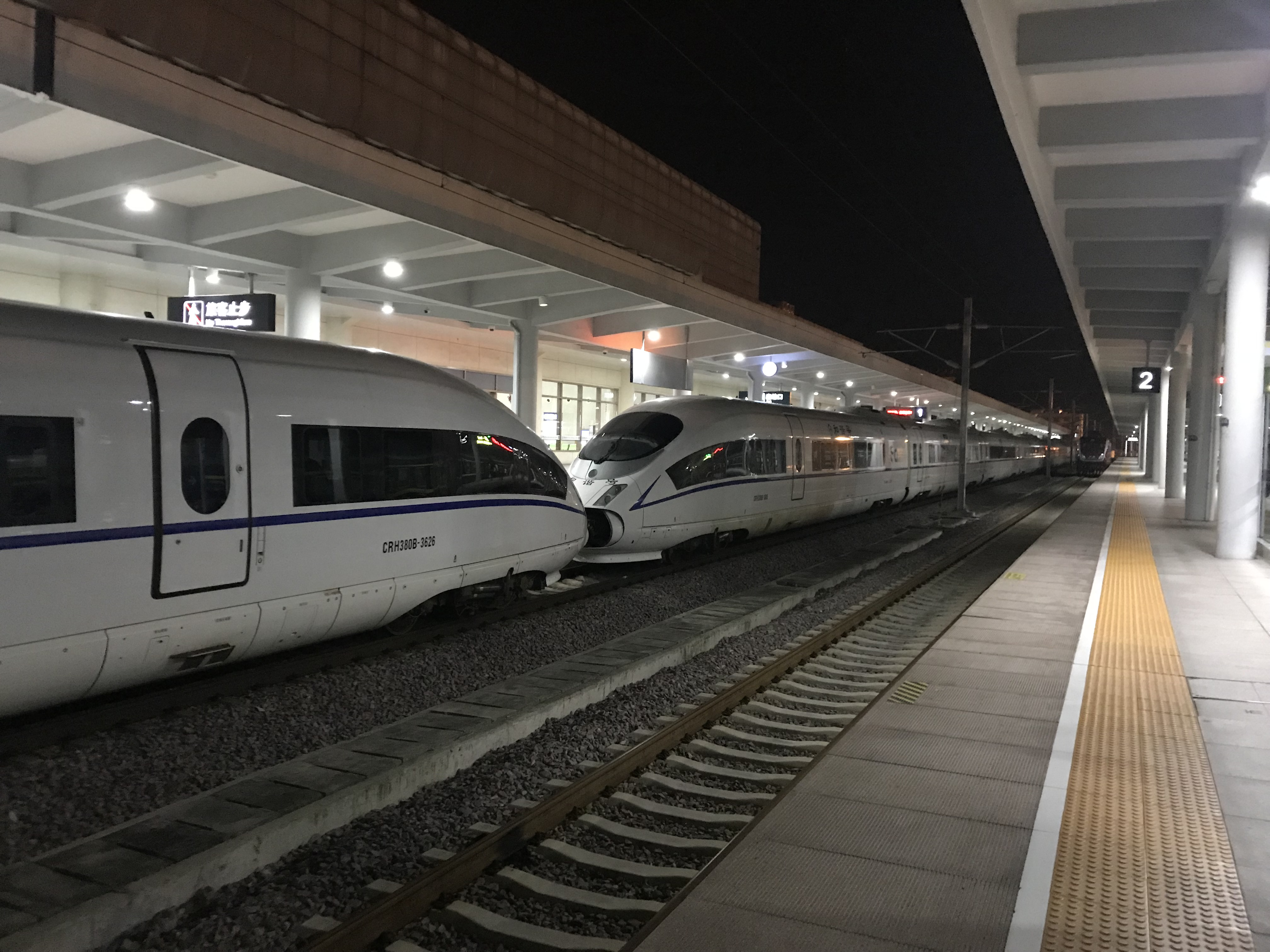
G1881次列车于金华南站站台过夜

2016年杭州房建公寓段在金华南设立行车公寓。
2016年9月郑徐客运专线开通前夕，经过金华车务段、金华当地政府的争取以及上海铁路局的大力支持下，中国铁路总公司将金华南至西安北高速直通动车列入郑徐高铁增开列车编制计划中，并于2016年9月11日正式开行。金华南始发至西安北的G1882/1883次列车使用配属合肥南动车运用所重连的和谐号CRH380B型电力动车组，由上海铁路局合肥客运段担当客运乘务工作，与合肥南~西安北列车套跑。列车每日清晨7时从金华南开出，15时40分许到达西安北站，沿沪昆客运专线、宁杭高铁、京沪高铁、郑徐高铁和郑西高铁运行。2023年7月1日起，G1884/1881、G1882/1883次列车延长至永康南站始发终到。
2017年9月21日开始，原由义乌站始发的G7347/7644次列车延伸至金华南站始发。
金温新双线和金华南站开通后，一直没有和温福铁路南下福建的列车。2015年5月15日起，金华南站和福州站间开行一对高峰动车组D4166/4165次列车。列车在周末、等节假日开行，中午从福州站开出，于下午4点36分到达金华南站，经过20分钟的整备后返回福州，于晚上20:35分到达。列车使用南昌铁路局福州动车段CRH1A型动车组，由福州客运段担当客运乘务工作，沿新金温铁路、温福铁路和福连铁路南下至福州站。由于不是正班车，该列车开行日期不确定。
金华南站曾于2019年12月30日调图后新增开往上海虹桥站的G7399/7400次列车，2020年7月1日起由日常线改为高峰线，车次改为G9309/G9310次，2021年1月20日停运。
2021年6月25日中国铁路实行第三季度列车运行图，开行永康南-北京南-金华南G2558/G2557次列车1对，标志金华首次开行进京列车。2023年7月1日起，G2557次列车延伸至永康南站终到。

### 技术作业
金华南站作为金温公司的大站，在车站北侧设有金华南机务折返段，内设有5条整备线，为金温货线的机车进行整备工作。原先经由金温铁路的所有旅客列车都要在金华站换挂。2017年3月开始，经由金温铁路北上的普速列车不再经由金华站折角换挂，而是在金华南站直接换上国铁机车、经过新金温铁路塘雅联络线进入沪昆铁路北上；而经由沪昆铁路西进的列车则仅在金华南站办理客运业务，换挂作业依旧在金华站完成。
因金温公司列车原先在温州站进行客运乘务换班，导致金华地区（包括衢州）的职工需要赶到温州出退乘，令其疲惫不堪并造成安全隐患，所以金温公司于2009年3月起决定将金华地区的乘务改在金华南站换班。因此所有金温公司担当的普速列车将在金华南站停车以供客运乘务换班，同时还对车内餐车补货。

### 货运业务
金华南站办理货运业务，办理整车、集装箱、批量零散货物快运、零散货物快运、普快货物列车、快速货物列车、国际多式联运、集装箱专列等运输业务。货场主要办理集装箱、笨重、怕湿、杂货货物装卸作业。车站设有临时海关监管点占地2万多平米，通关、查验等都可以在监管区内完成。
金华南站货场的车体于金华东站集结，通过小运转运至金华南站，再通过驻站调机取送。

## 附近交通

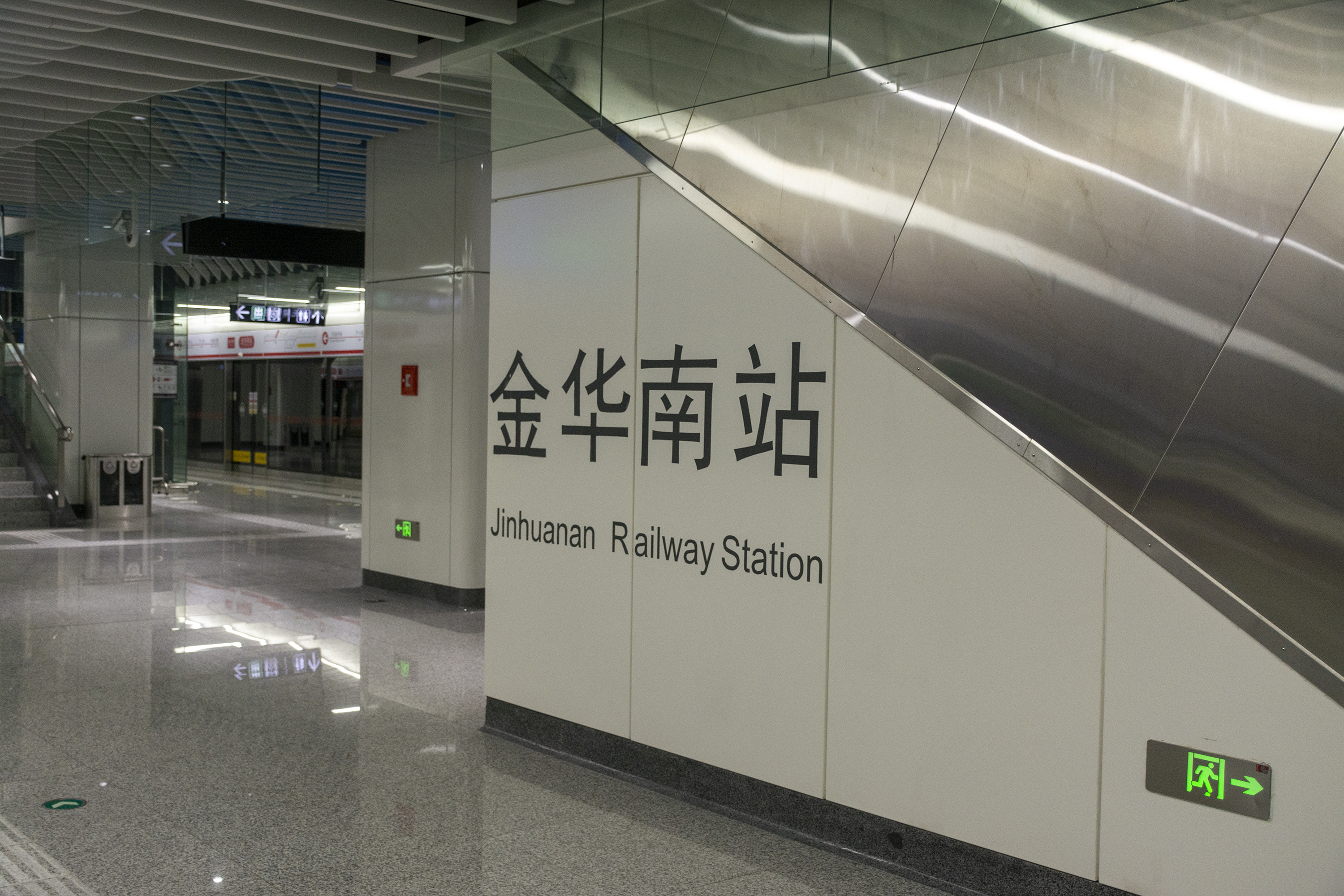
金义东线金华南站站台

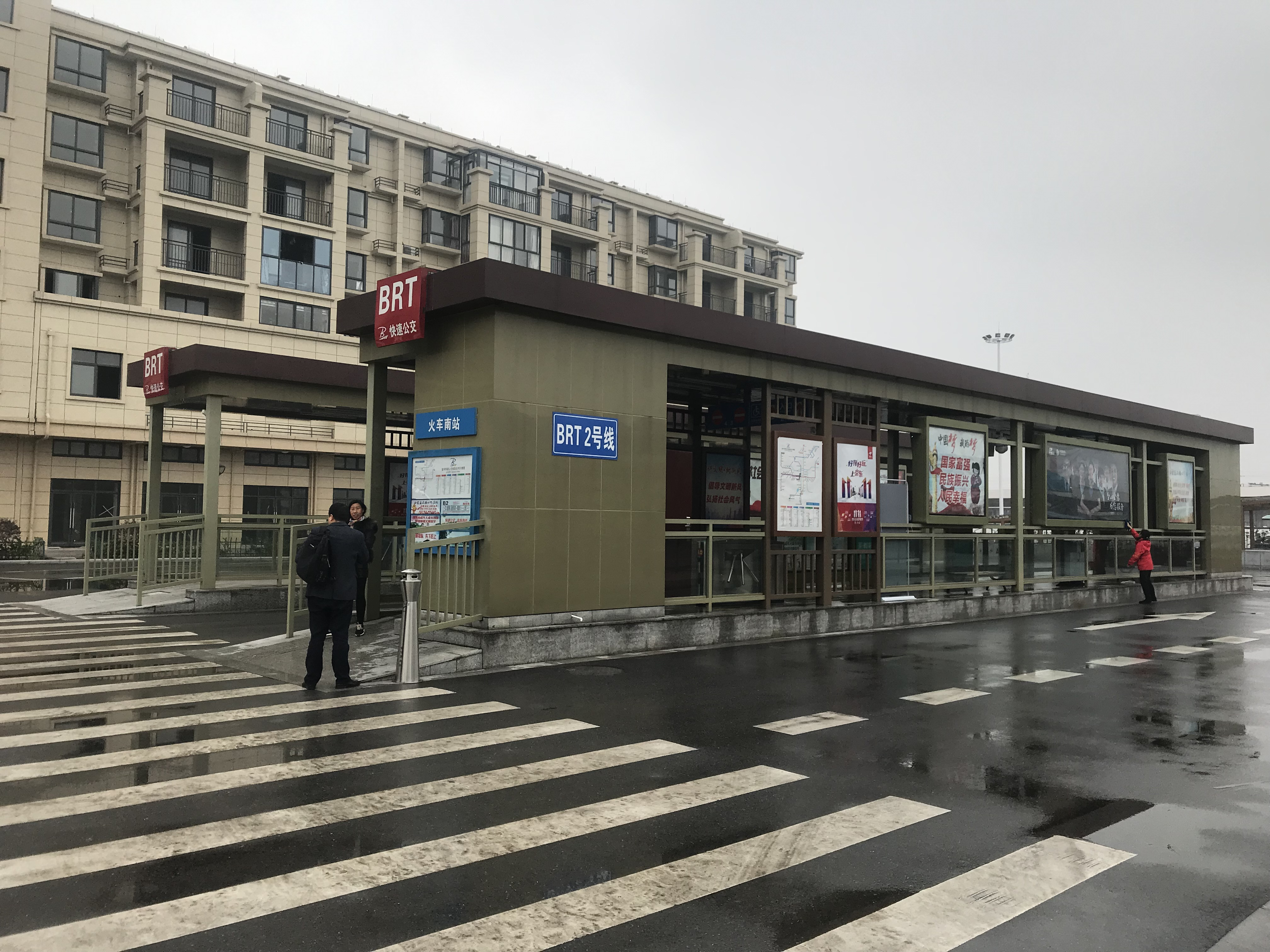
火车南站公交站

### 轨道交通
金华轨道交通国铁金华南站站前广场地下设有的一座金华南站，有金义东线经过，连接金华市区和义乌市区。

### 公交
金华南站站前广场北侧设有公交站，名为火车南站。有城市公交和城乡公交经停。2015年底金华南站重新启用后，当地政府开行了由火车南站横贯金华东西、至婺城新区的金华快速公交2号线，车次密度大致为5-10分钟。此外还有16路公交连接金华南站和金华站（北广场高铁站），2018年12月金华站改造完成后停运，改由24路延长至金华南站始发。
在2016年9月10日金华南站开行始发终到西安北的高速动车组列车后，由于抵埗时间晚于正常公交末班时间，公交部门对金华南站的公交末班时刻进行调整，以保证西安北返金的旅客能在金华南站能乘上公交车回主城区或至金华站转车。值得一提的是，即使由西安北方向开来的列车出现晚点现象，B2路和16路末班车也会等待所有列车的乘客出站后才会发车。2017年3月1日金华南站办理普速列车的客运任务后，针对车辆集中在后半夜停靠的情况，金华公交将在对夜间客流情况进行分析适时加开夜班公交。
火车南站公交停靠
- B2路（BRT）：火车南站–婺城公交站（支线至缤纷新城首末站）
- K24路：火车南站–公交南站（汽车南站）